# گابریل ملیتنه
گابریل ملیتنه (انگلیسی: Gabriel of Melitene; ۱ ژانویهٔ ۱۰۵۵ – ۱ ژانویهٔ ۱۱۰۳)، حاکم ملیتنه و پدر مورفیا ملیتنه، ملکه اورشلیم بود که در طی جنگ‌های اول صلیبی، لرد ملیتنه بود.